# Daniel McLay
Matthew Crampton (Wellington, Nova Zelanda, 3 de gener de 1992) és un ciclista britànic, professional des del 2015. En els seus inicis també va competir en proves de ciclisme en pista. Actualment corre a les línies de l'equip francès Arkéa-B&B Hotels.

## Palmarès en ruta
- 2010
  -  Campió del Regne Unit júnior en ruta
  - Vencedor d'una etapa als Tres dies d'Axel
- 2011
  - 1r al Gran Premi de Waregem
- 2012
  - 1r al De Drie Zustersteden
- 2014
  - 1r a la Volta a Flandes Oriental i vencedor d'una etapa
  - Vencedor d'una etapa al Tour de Normandia
  - Vencedor d'una etapa al París-Arràs Tour
  - Vencedor d'una etapa al Tour de l'Avenir
- 2015
  - Vencedor d'una etapa a la Tropicale Amissa Bongo
- 2016
  - 1r al Gran Premi de Denain
  - 1r al Gran Premi del Somme
- 2017
  - 1r al Trofeu Palma
  - 1r a l'Eurométropole Tour
- 2018
  - Vencedor d'una etapa al Circuit de La Sarthe
- 2019
  - Vencedor d'una etapa al Herald Sun Tour
  - Vencedor d'una etapa al Tour de Guangxi

### Resultats al Tour de França
- 2016. 170è de la classificació general
- 2017. Abandona (17a etapa)
- 2021. Abandona (11a etapa)

### Resultats a la Volta a Espanya
- 2022. 120è de la classificació general

## Palmarès en pista
- 2010
  -  Campió del món júnior en Madison (amb Simon Yates)